# Tjärnheden
Tjärnheden is een plaats in de gemeente Forshaga in het landschap Värmland en de provincie Värmlands län in Zweden. De plaats heeft 208 inwoners (2005) en een oppervlakte van 21 hectare. De plaats ligt een klein stukje ten noorden van Deje aan de Ranå-rivier die laatstgenoemde plaats doorkruist.